# Cuarteto de cuerda de Leipzig
El Cuarteto de Cuerda de Leipzig (LSQ) es un cuarteto de cuerda alemán. El cuarteto también formó parte del Ensemble Avantgarde en torno al pianista de Leipzig Steffen Schleiermacher.

## Historia
El cuarteto fue fundado en 1988 como New Leipzig String Quartet y llevó el nombre hasta 1995. Tres de los miembros del cuarteto eran músicos de la Orquesta de la Gewandhaus de Leipzig en ese momento, hasta que se marcharon, a petición propia, en 1993 para dedicarse por completo a la música de cámara.
Su formación se había basado en estudios con Gerhard Bosse en Leipzig, el Amadeus Quartet en Londres y Colonia, con Hatto Beyerle en Hannover y con Walter Levin.
El cuarteto dispuso de su propia serie de conciertos Pro Quatuor en Leipzig desde noviembre de 1991. Como parte del Ensemble Avantgarde, el cuarteto fue cofundador de la serie "musica nova" en la Gewandhaus de Leipzig. De 1993 al 2000, el LSQ interpretó cíclicamente todos los cuartetos importantes de la Primera y Segunda Escuela de Viena en la Gewandhaus de Leipzig. En 1996, los miembros del conjunto también fueron responsables del estreno en Alemania de "Zu Dreit" de Alfred Schnittke para trío de cuerda y orquesta.
En 1996, el Cuarteto de Cuerda de Leipzig inició el "Ciclo de cuartetos de cuerda de Beethoven como signo de la amistad europea", que se celebró en más de 15 ciudades musicales de Europa. Su primera grabación completa en nueve discos de todos los cuartetos de Franz Schubert se completó en 1997. En 2002 el cuarteto fue Artista en Residencia en el Auditorio Nacional de Madrid. Por invitación de Claudio Abbado, los miembros del LSQ forman parte de la Orquesta del Festival de Lucerna desde 2009. Además, el cuarteto ocupó una cátedra visitante en la Tōkyō Geijutsu Daigaku (Geidai, Universidad de las Artes de Tokio) de 2009 a 2013.
Sus conciertos en Europa, América del Norte y del Sur, Australia, Japón, Israel, África y Asia han llevado al cuarteto a más de 60 países. Ha recibido varios premios por sus aproximadamente 60 CD grabados, la mayoría de los cuales han aparecido en el sello alemán Dabringhaus & Grimm.

## Repertorio
Además del repertorio de cuarteto clásico, el cuarteto también toca obras clásicas modernas y contemporáneas.
En este último ámbito ha estrenado obras de Beat Furrer, Claus-Steffen Mahnkopf, Wolfgang Rihm, Steffen Schleiermacher, Christian Ofenbauer, Siegfried Thiele, Viktor Ullmann, Jörg Widmann, David Philip Hefti, Rainer Riehn, Ulrich Leyendecker y Bernd Franke, entre otros.
Los acompañantes musicales del cuarteto incluyen al clarinetista Karl Leister, el violonchelista Michael Sanderling, el violista Hartmut Rohde, los pianistas Alfred Brendel, Christian Zacharias y Andreas Staier, la soprano Christiane Oelze, el barítono Olaf Bär y el clarinetista klezmer Giora Feidman.

## Miembros
- Stefan Arzberger - 1.er violín (2008-2015[1][2] y nuevamente desde 2018)
- Tilman Buening - 2.º violín
- Ivo Bauer - viola
- Peter Bruns - violonchelo (desde 2019)

Miembros anteriores:
- Andreas Seidel - 1.er violín (hasta 2008)
- Conrad Muck - 1.er violín (2015-2018)
- Matthias Moosdorf - violonchelo (hasta 2019)

## Premios
- Concurso Internacional de Música ARD en Múnich 1991
- Premio de la Sociedad de los Hermanos Busch 1991
- Premio promocional del Siemens Music Prize 1992
- Premio Schneider Schott de la Ciudad de Mainz 1993 (por la serie "musica nova")
- Beca del Fondo de Becas Amadeus
- Beca de la Fundación Kulturfonds
- Premio de la crítica discográfica alemana
- Diapasón de oro
- Premio Cannes Classical (dos nominaciones)
- Echo klassic 1999, 2000, 2003, 2008 y 2012
- Premios Indie 1999 y 2000

## Web
- Sitio web del Cuarteto de Cuerdas de Leipzig